# Бялградець
Бя́лградець (болг. Бялградец) — село в Хасковській області Болгарії. Входить до складу громада Івайловград.

## Населення
За даними перепису населення 2011 року у селі проживали 33 особи.
Розподіл населення за віком у 2011 році:
Динаміка населення: